# Kasó Orsolya
Kasó Orsolya (Budapest, 1988. november 22. –) Európa-bajnok magyar vízilabdázónő.

## Sportpályafutása
2007-ben bronzérmes volt a junior világbajnokságon. 2009-ben magyar bajnok és universiade ezüstérmes, valamint LEN kupa-győztes lett. Tagja volt a 2010-es világligában hatodik helyezett válogatottnak. Ugyanebben az évben ötödik helyezést ért el az Európa-bajnokságon és magyar kupa.győztes volt. 2011-ben kilencedik volt a világbajnokságon. 2010-ben és 2011-ben megvédte magyar bajnoki címeit. A 2013-as női vízilabda-világligán negyedik helyezett volt. A világbajnokságon bronzérmet szerzett.
2016-ban tagja volt az Európa-bajnok válogatottnak.
2022 nyarán bejelentette a visszavonulását.
Most a Budakeszi Multisport Akadémia úszóedzője. (2024/11/16)[forrás?]

## Sikerei
Világbajnokság
- bronzérmes: 2013

Európa-bajnokság
- aranyérmes: 2016
- bronzérmes: 2020

Junior világbajnokság
- bronzérmes: 2007

Universiade
- ezüstérmes: 2009

Magyar bajnokság
- aranyérmes: 2009, 2010, 2011
- ezüstérmes: 2014, 2016
- bronzérmes: 2013, 2015, 2017, 2021, 2022

Magyar kupa
- győztes: 2009, 2013